# Santacruzodon
Santacruzodon — вимерлий рід цинодонтів, який існував у Бразилії в тріасовий період. Типовим видом є Santacruzodon hopsoni.

## Види
Santacruzodon hopsoni — вид, зібраний у 1995 році в Санта-Крус-ду-Сул, у геопарку Палеоррота, Бразилія. Цей вид пов'язаний з дададоном, знайденим на Мадагаскарі.